# Тушевая
Тушева́я (бел. Тушавая) — деревня в составе Овсянковского сельсовета Горецкого района Могилёвской области Республики Беларусь.

## Население
- 1999 год — 35 человек
- 2010 год — 15 человек